# Juan Vicens Cots

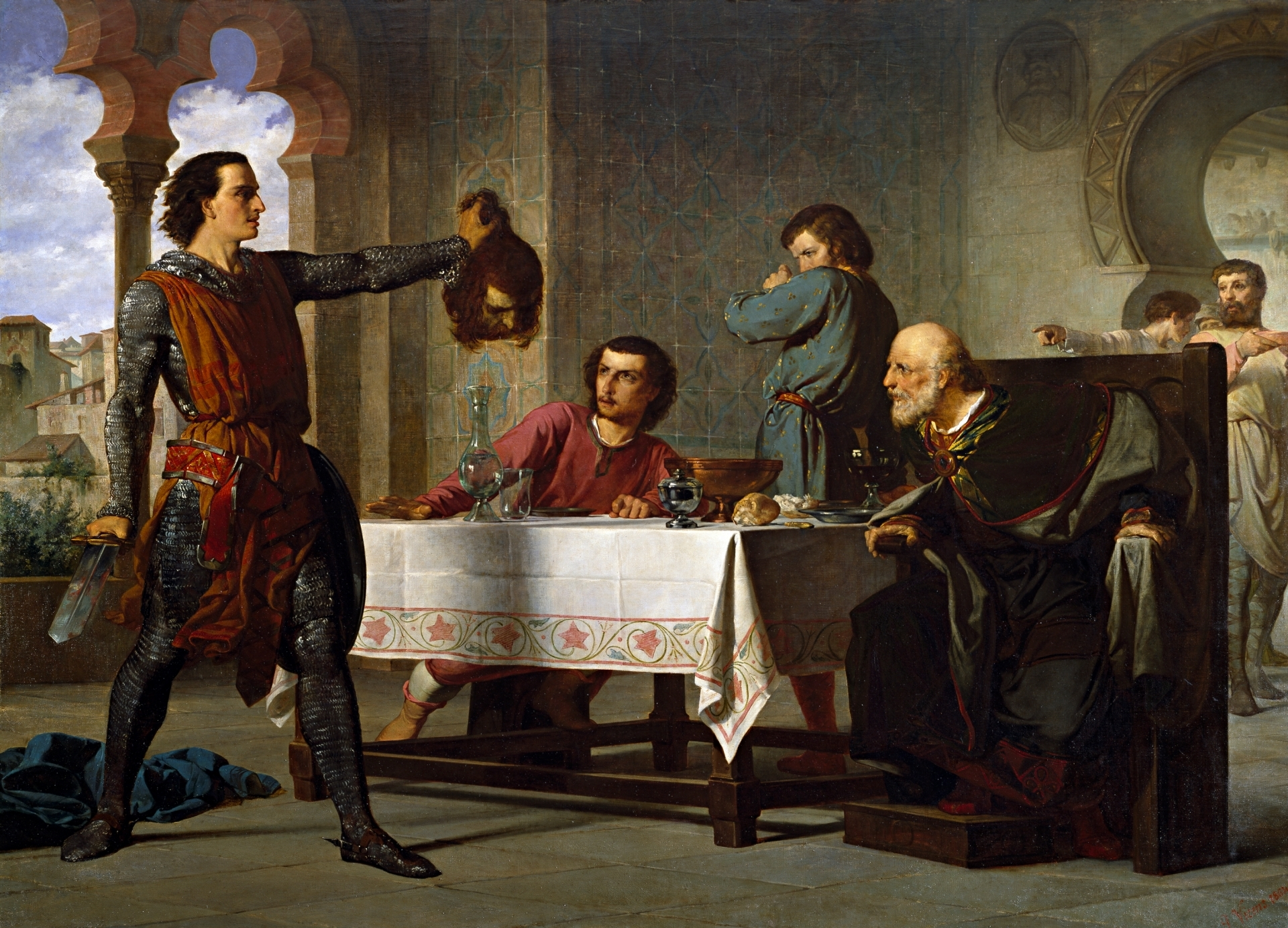
Primera hazaña del Cid, de Juan Vicens Cots.

Juan Vicens Cots (Barcelona, 1830-1886) fue un pintor español del siglo XIX. Pertenece a la generación de pintores históricos del romanticismo tardío de raíz purista.
Destacó por sus cuadros de tema histórico como, por ejemplo, La primera hazaña del Cid, conservado en la Universidad de Barcelona y premiado con la tercera medalla en la Exposición Nacional de 1864. En su taller de pintura de Barcelona estudiaron, entre otros, el pintor Ramón Casas entre 1878 y 1881. 

## Obras principales
- La primera hazaña del Cid, presentado para la Exposición Nacional de 1864.
- Alegoría de las Ciencias Morales y Sociales. Encargado en 1881. Pagado en 1883.
- Alegoría de las Ciencias Exactas, Físicas y Naturales. Encargado en 1881. Pagado en 1883.
- Alegoría de la Maternidad encargado en 1882. Pagado en 1884

Nota: Las obras descritas son óleos sobre lienzo.